# متحف لاهور
متحف لاهور ((بالبنجابية: لاہور میوزیم)‏، (بالأردوية: عجائب گھر لاہور)‏، “منزل لاهور العجيب”)، هو متحف يقع في لاهور، باكستان. تم إنشاء متحف لاهور في عام 1865 خلال الفترة الاستعمارية البريطانية، وهو الآن أحد المتاحف الأكثر زيارة وذات التقدير العالي في باكستان. اشتهر المتحف، جنباً إلى جنب مع مدفع زمزمه التي تقع مباشرة أمام المبنى، في الرواية البريطانية الشهيرة كيم، التي كتبها روديارد كبلينغ -الذي كان والده واحداً من أوائل القيِّمين على المتحف-. يشتهر المتحف الآن بمجموعته الواسعة حول الفن البوذي من المملكة الهندية الإغريقية ومملكة غاندارا القديمتين.

## معرض صور

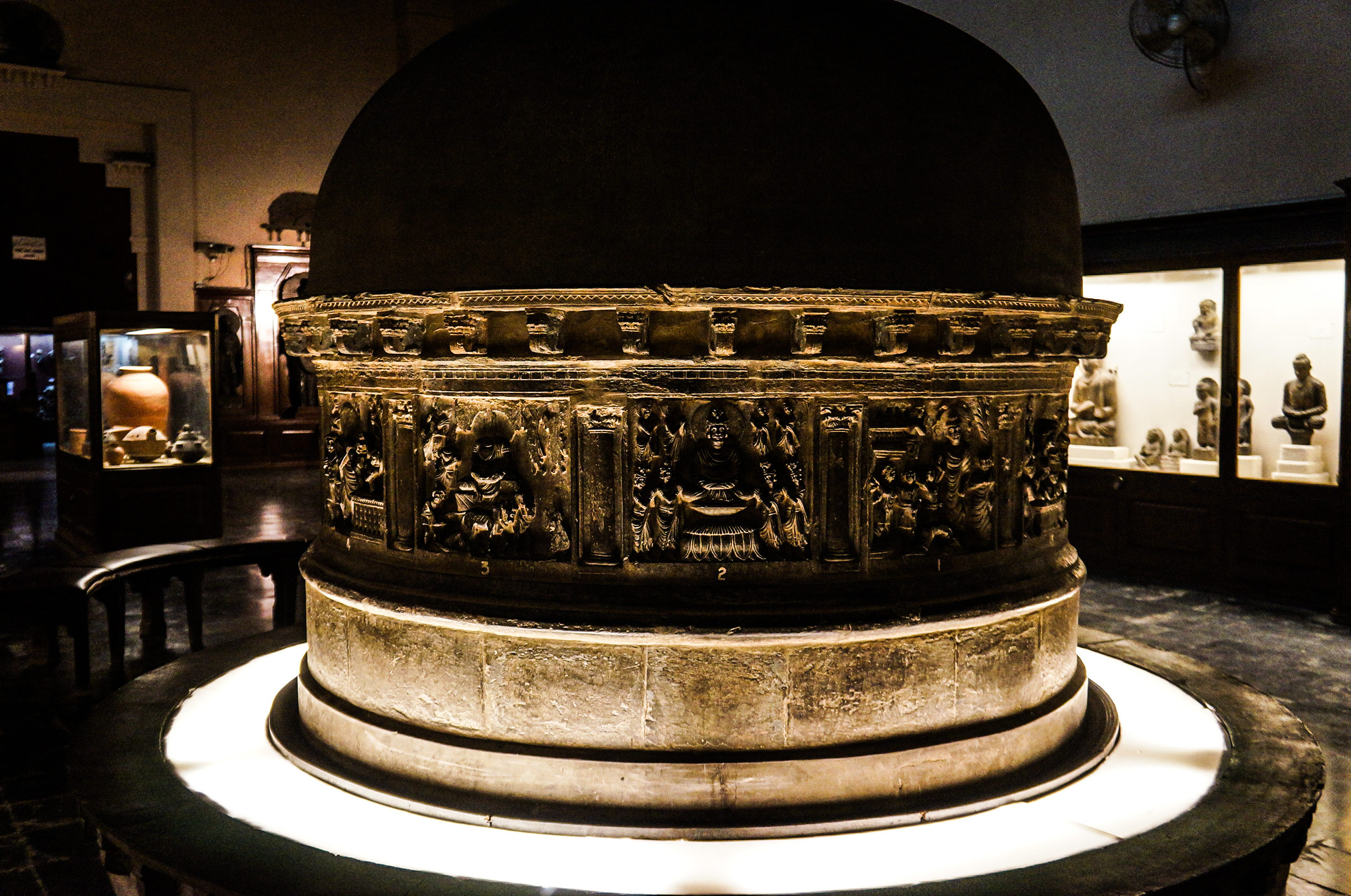
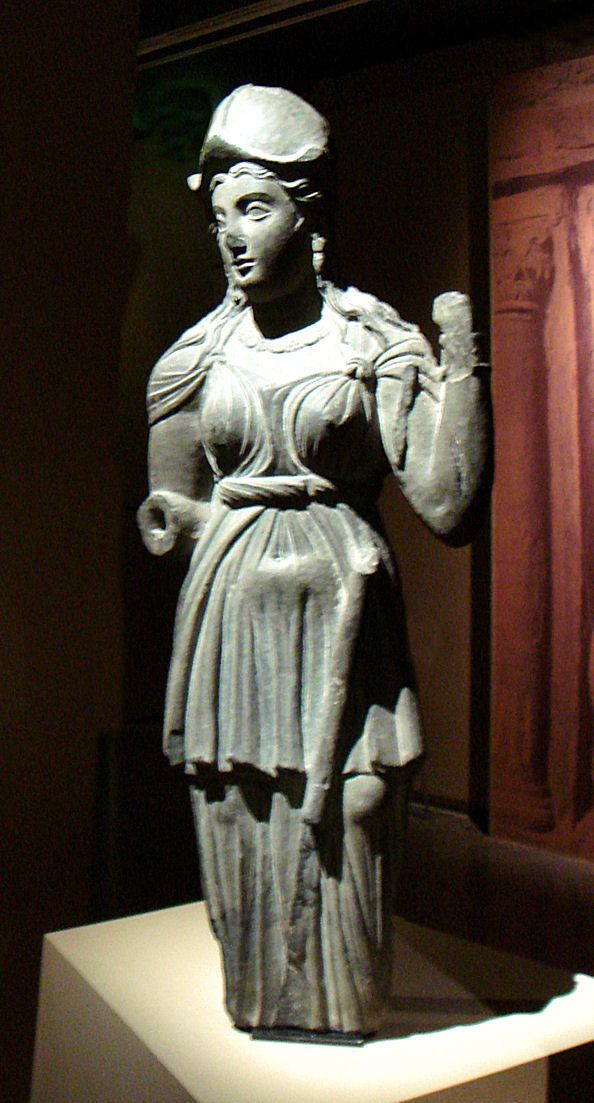
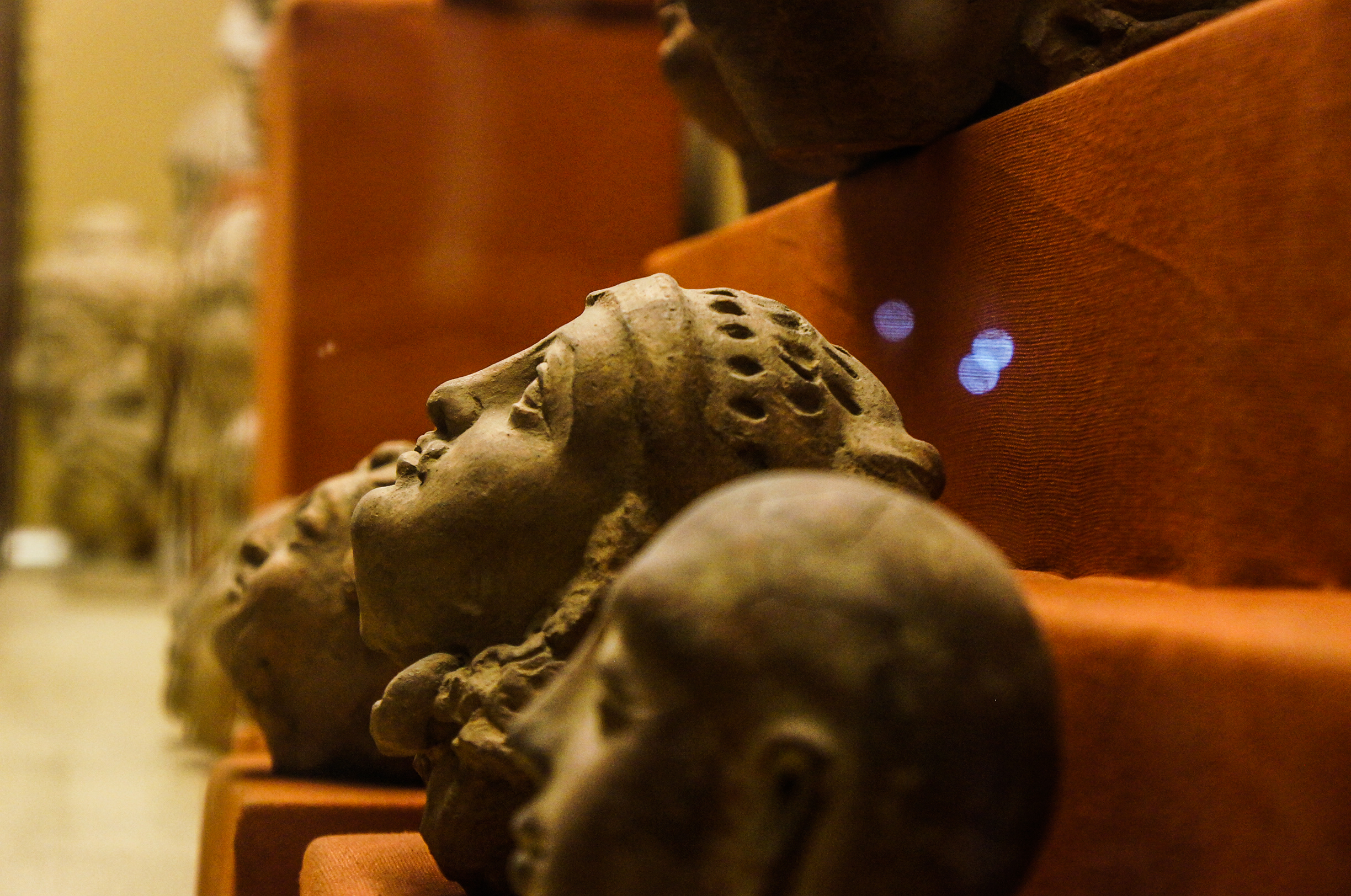
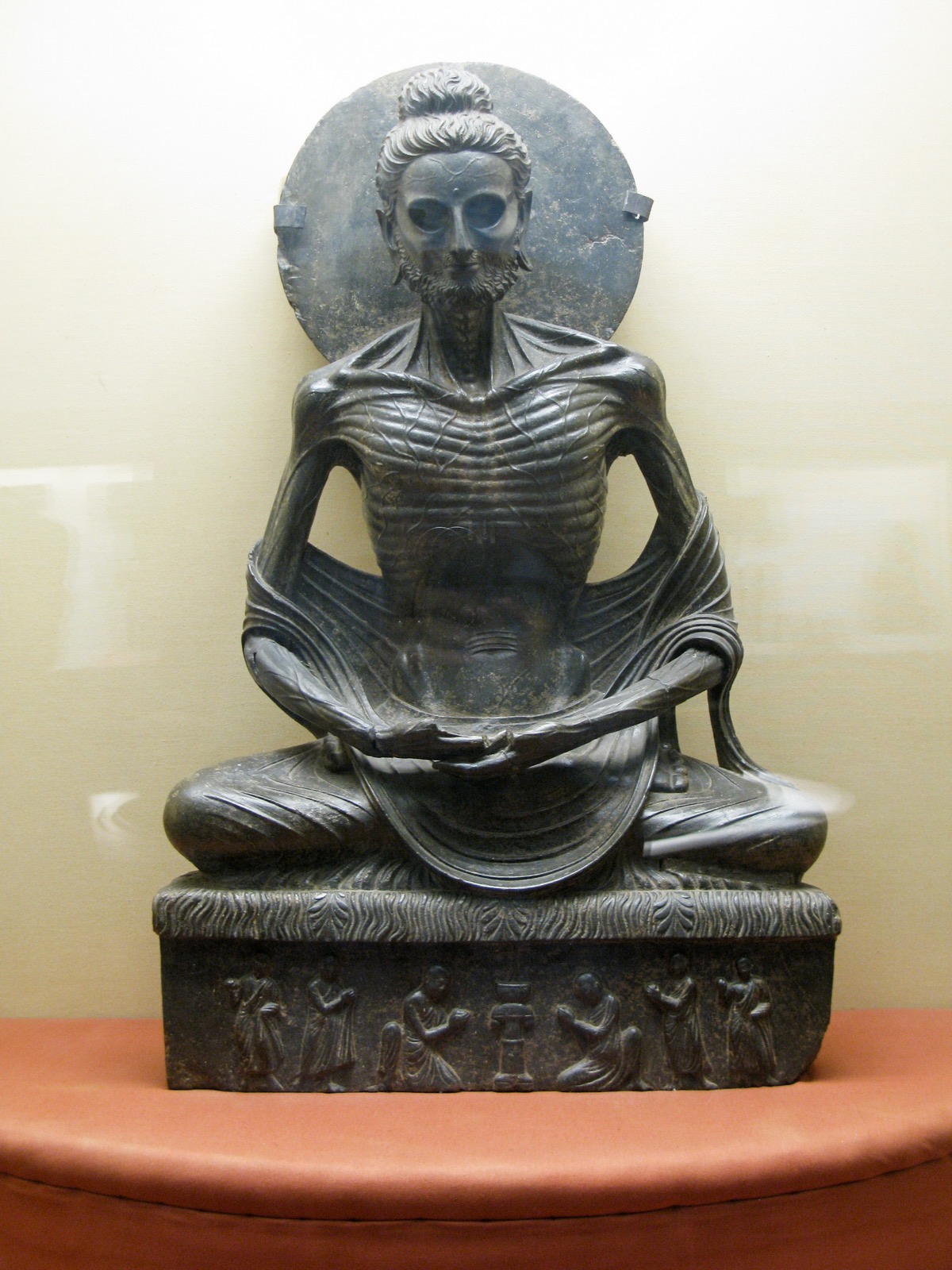

## وصلات خارجية
- الموقع الرسمي
- Lahore Museum as it looked in 1900
- Lahore Museum at Google Cultural Institute